# Slovníkový útok
Slovníkový útok je technika v oblasti počítačové bezpečnosti a kryptoanalýzy, která spočívá ve snaze uhodnout heslo tak, že útočník zkouší pravděpodobná hesla z připraveného seznamu. Tento seznam je nazýván slovník.
Jedná se o potenciálně efektivnější metodu než útok hrubou silou. Zatímco při útoku hrubou silou se systematicky zkouší celý prostor klíčů, tedy typicky všechny možné kombinace znaků, při slovníkovém útoku jsou zkoušeny takové klíče, u kterých útočník pokládá za pravděpodobné, že si je někdo zvolí za heslo.
Zdrojem takových klíčů může být například obyčejný slovník uživatelova mateřského jazyka, protože je pravděpodobné, že si zvolil nějaké krátké (třeba jen o sedmi písmenech) obyčejné slovo. Je samozřejmě možné do útočníkova slovníku zahrnout i varianty, například slova doplněná o jednu číslici, l33t a podobně. Velikost slovníku pak sice narůstá, ale stále se jedná o zkoušení výrazně méně kombinací než při útoku hrubou silou.
Je-li cílem útoku hašovací funkce, může si útočník obrazy hašovací funkce pro slova ze slovníku předpočítat dříve, než se mu podaří dostat se k hašům, od kterých chce zjistit vzor. Jednoduchým a používaným protiopatřením proti této přípravě je „solení“.